# 安纳托利亚军区
安纳托利亚军区，或者叫做安纳托利孔军区，为拜占庭帝国7世纪在安纳托利亚中部的一个军区。其自从被建立的那一刻起，就是帝国内最大且最重要的军区，长官通常都是人中豪杰，在帝国的漫长历史里数次起兵反叛登上皇位，在长达三个世纪的对阿拉伯人的战争中扮演着中流砥柱的角色，在曼齐刻尔特之前此处长期保持和平，与边陲要冲区不同，极少经敌军蹂躏。

## 地理及行政管理

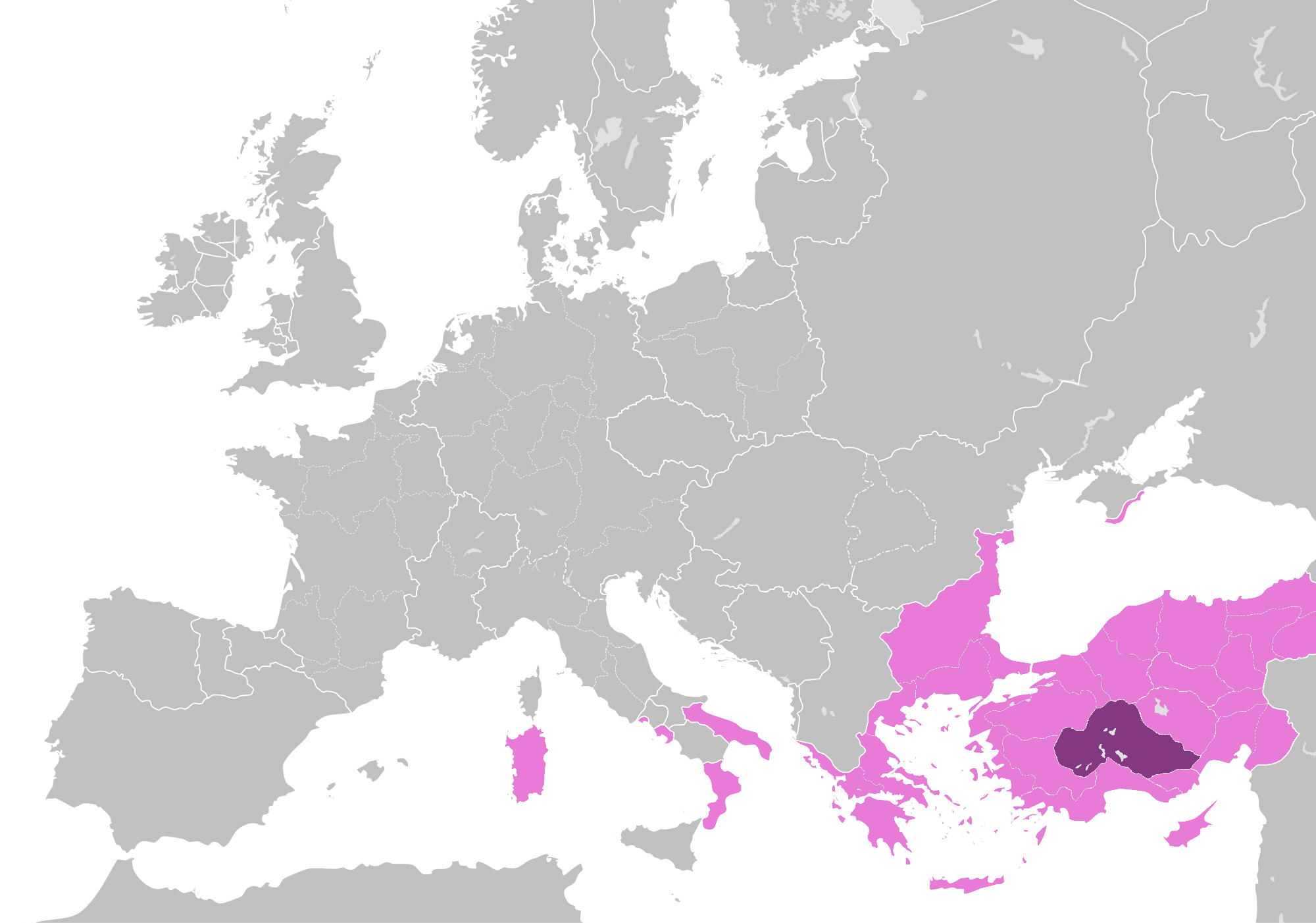
安纳托利亚军区在拜占庭帝国的位置

在八到九世纪时期，最早的安纳托利亚军区地跨传统的古地区例如利考尼亚、皮西迪亚、伊蘇利亞以及弗里吉亚大部和加拉塔西部，之后在720年左右剥离出色雷斯西亚和基比拉奥特军区。在狄奥斐卢斯统治时期，其东部和东南直面阿拉伯人（当时奇里乞亚仍在阿拔斯手中）的地区，包括奇里乞亚山口北部的堡垒卫戍区，从原军区中剥离出来，被设立成两个新的要冲区（之后形成卡帕多西亚军区和塞琉西亚军区）。利奥六世之后又将图兹湖的西岸划给卡帕多西亚，军区首府在838年在其失陷于阿拔斯之前一直在阿莫里乌姆。在此之后大概迁至波利波图斯（今土耳其博爾瓦丁）的堡垒附近地区。
据10世纪阿拉伯地理学家记载，安纳托利亚军区为“罗马最大的省份”。下辖有15,000名士兵，共有34处要塞。其将军职位首次是在690年被证实。在所有将军里位列第一级。安纳托利亚将军是帝国最高职位之一，年薪为40金镑。但其也是少数禁止宦官担任的职位。除此之外，还被指派为monostrategos，掌管亚洲各个军区。

## 历史
军区的详细设立日期仍然是谜，但与其他几个的初始设立的军区相似，安纳托利亚军区也是因雅尔穆克战役之后，撤退的东罗马野战军的残余部队驻扎在此而设立。安纳托利亚军区也正由过去三大野战军（阿非利加，意大利和亚美尼亚）之一的东方野战军（Anatolē，即“东方”）而命名。在669年，该军区被第一次证实存在，与当地的军队一起被提及（Exercitus Orientalis，即东方野战军的拉丁语名字）。而当地所驻扎的部队之后在687年演化成查士丁尼二世的御林军。

### 与阿拉伯人和突厥人的战争
在7到8世纪的与阿拉伯人的长期拉锯战中，安纳托利亚军区，尤其是最东边的卡帕多西亚经常成为阿拉伯人入侵的主要目标，而在8世纪中期开始卡帕多西亚则成为抗击阿拉伯人劫掠的最前线。
阿莫里乌姆作为军区的首府也频繁成为阿拉伯人打击的目标。早期644年就遭受到攻击，646年失陷而又在669年收复。阿拉伯人之后在708年再次打到该处，并且尝试驶向君士坦丁堡进行第二次围攻，然而经过13个月的围攻后阿拉伯人仍是无功而返。阿拉伯人的攻势持续了二十余年，直到40年代，倭马亚在740年的阿柯洛伊努战役决定性输给了东罗马帝国，同时内部又经历了第三次内战，以及来自阿拔斯家族的叛乱之后，外侵的势头才逐渐削弱。与此同时原先阿拉伯人控制的某些区域，也在利奥三世的统治时期被并入安纳托利亚军区，这同时激怒了改朝换代不久的阿拔斯哈里发国。25年后的780年阿拔斯再次开始侵入安纳托利亚，788年在柯皮那顿战役中击败拜占庭的军队，797年又再次进攻至阿莫里乌姆，当地遭受极为严重的破坏。9世纪早期，卡帕多西亚成了阿拔斯进攻的核心区域，806年由哈里发哈伦·拉希德发起的大征服使之达到了高潮，阿拔斯占领了赫拉克利亚-基比斯特拉城和附近的一系列堡垒。
伴随着阿拉伯人带来的战火毁灭了这片地区的城市，社会构造因此崩坏，出现了去城市化的现象。在军区内侧的弗里吉亚和皮西迪亚绝大多数的城市勉强幸存，但是规模急剧缩水；而东部地区靠近阿拉伯人的地区，类似于卡帕多西亚的东部城市，则如同皮西迪亚的安条克城一样几乎沦为废墟。于是东部地区，尤其是几乎毁灭了的卡帕多西亚地区，在9世纪变成了帝国的东部要冲区，这意味着阿拉伯人的攻势到此为止，几乎无法再侵入到帝国的安纳托利亚军区。
然而在838年，哈里发穆阿台绥姆大举进攻，打穿了帝国的防线侵入到安纳托利亚的内部，直到878年在密斯忒亚（今土耳其貝伊謝希爾）被军区防御部队打退。之后的888年，894年，897年的一系列两国间持续拉锯战都集中在该军区的东南部以哥念（今土耳其科尼亚）附近。但到了十世纪，除了931年塔玛尔·阿尔·杜拉菲和963年赛义夫·阿尔·道莱针对以哥念的劫掠以外，军区内部长期保持和平。
1069年突厥人建立的塞尔柱帝国开始对帝国展开第一次攻势，突厥人打到了以哥念。而在曼齐刻尔特战役后突厥人占领了安纳托利亚大部，以哥念便成为罗姆苏丹国的首都所在地。安纳托利亚最后于1077年被提及，当时的将军即为后来的皇帝尼基弗鲁斯三世。科穆宁王朝时期的皇帝们成功收复该军区西部及北部的领土，但军区从未被重建。

### 动乱

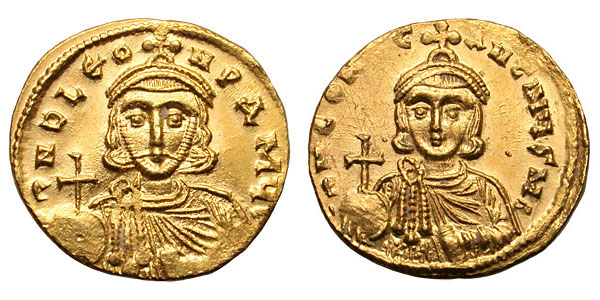
印有利奥三世及其子君士坦丁五世的金苏勒德斯

鉴于从创立的初始军区便直面阿拉伯人，同时又为当时的伊苏利亚王朝的皇帝们立下汗马功劳，安纳托利亚军区一直以来都是最为强大，最富盛名而最为倚重的军区。而强大的力量也让这个帝国的皇帝们如坐针毡且寝食难安。669年军区的部队叛乱并胁迫当时的皇帝君士坦丁四世扶立他的兄弟希拉克略和提比略成为共治皇帝；695年该军区的将军列昂提奥斯篡位并赶下查士丁尼二世成为帝国的僭主；而再之后的717年伊苏利亚人利奥废黜狄奥多西三世成为皇帝。因此安纳托利亚军区成为了伊苏利亚皇帝的坚定支持者，而皇帝的圣像破坏政策也在这里被坚决贯彻执行，之后利奥的儿子君士坦丁五世也在此处设立避难所，组织力量打击当时的篡位者阿尔塔巴斯多斯。
而安纳托利亚军区将军们的篡位之路和当地的动乱并未就此停息，803年“突厥人”巴尔达内斯谋权失败后，他的后任，“亚美尼亚人”利奥五世则在813年在当地军队的帮助下篡位成功。当地还在820年爆发了为期三年之久的斯拉夫人托马斯之乱。而在10世纪时期该军区就从叛乱派系中淡出，下一次叛乱要追溯到11世纪，即1022年的尼基弗鲁斯·科西菲亚斯针对当时皇帝瓦西里二世的叛乱。

### 脚注
1. ↑  Haldon 1997，第157頁.
2. 1 2 3  Pertusi 1952，第114–115頁.
3. ↑  Nesbitt & Oikonomides 1996，第144頁.
4. 1 2 3 4 5 6  Kazhdan 1991，第90頁.
5. ↑  Haldon 1999，第114頁.
6. 1 2  Gyftopoulou 2003，Chapter 5.2 .  [2012-01-27]. （原始内容存档于2013-05-11）.
7. ↑  Pertusi 1952，第115頁.
8. ↑  Gyftopoulou 2003，Chapter 5.1 .  [2012-01-27]. （原始内容存档于2013-05-11）..
9. 1 2  Gyftopoulou 2003，Chapter 3 .  [2012-01-27]. （原始内容存档于2013-05-11）..
10. ↑  Kazhdan 1991，第89–90頁.
11. ↑  Bury 1911，第39–41頁.
12. 1 2  Pertusi 1952，第114頁.
13. ↑  Haldon 1999，第73頁; Treadgold 1995，第23頁.
14. 1 2  Gyftopoulou 2003，Chapter 1 .  [2012-01-27]. （原始内容存档于2013-05-11）..
15. ↑  Kazhdan 1991，第89頁.
16. 1 2 3  Gyftopoulou 2003，Chapter 6.1 .  [2012-01-27]. （原始内容存档于2013-05-11）..
17. ↑  Kazhdan 1991，第79頁.
18. ↑  Lilie 1976，第97–162頁
19. 1 2 3  Gyftopoulou 2003，Chapter 6.2 .  [2012-01-27]. （原始内容存档于2013-05-11）..
20. ↑  Gyftopoulou 2003，Chapter 5.3 .  [2012-01-27]. （原始内容存档于2013-05-11）..
21. 1 2  Gyftopoulou 2003，Chapter 7 .  [2012-01-27]. （原始内容存档于2013-05-11）..
22. ↑  Gyftopoulou 2003，Chapter 8 .  [2012-01-27]. （原始内容存档于2013-05-11）..
23. 1 2  Gyftopoulou 2003，Chapter 8.1 .  [2012-01-27]. （原始内容存档于2013-05-11）..
24. ↑  Gyftopoulou 2003，Chapter 8.2 .  [2012-01-27]. （原始内容存档于2013-05-11）..

### 书籍
- Bury, John Bagnell. . London: Oxford University Press. 1911.
- Gyftopoulou, Sofia. . Encyclopedia of the Hellenic World, Asia Minor. Athens: Foundation of the Hellenic World. 2003-05-11  [2009-10-07]. （原始内容存档于2011-07-21） （希腊语）.
- Haldon, John F. . Cambridge: Cambridge University Press. 1997  [2019-02-15]. ISBN 978-0-521-31917-1. （原始内容存档于2019-01-28）.
- Haldon, John F. . London: University College London Press (Taylor & Francis Group). 1999  [2019-02-15]. ISBN 1-85728-495-X. （原始内容存档于2020-06-25）.
- Kazhdan, Alexander (编). . New York and Oxford: Oxford University Press. 1991. ISBN 978-0-19-504652-6.
- Lilie, Ralph-Johannes. . Munich: Institut für Byzantinistik und Neugriechische Philologie der Universität München. 1976 （德语）.
- Nesbitt, John W.; Oikonomides, Nicolas (编). . Washington, DC: Dumbarton Oaks Research Library and Collection. 1996  [2019-02-15]. ISBN 0-88402-250-1. （原始内容存档于2020-07-25）.
- Pertusi, A. . Rome: Biblioteca Apostolica Vaticana. 1952 （意大利语）.
- Treadgold, Warren T. . Stanford, California: Stanford University Press. 1995  [2019-02-15]. ISBN 0-8047-3163-2. （原始内容存档于2020-06-01）.